# شاهماران (دهسرد)
شاهماران (بالفارسية: شاهماران) هي قرية تقع في إيران في قسم دهسرد الريفي.